# Csíkszentmihályi Péter
Csíkszentmihályi Péter (Budapest, 1941. szeptember 11. – 2023. augusztus 1.) magyar belsőépítész, az MTA doktora, egyetemi tanár, docens (Nyugat-magyarországi Egyetem, Magyar Iparművészeti Főiskola). 1991–1993 között a Magyar Iparművészeti Főiskola rektora volt.

## Életpályája
1964-ben diplomázott az Iparművészeti Főiskolán. 1968-ban visszakerült az Iparművészeti Főiskola Építész Tanszékére, ahol adjunktussá, majd docenssé, 1992-ben egyetemi tanárrá nevezték ki. 1989–1993 között oktatási rektorhelyettes, 1992–1996 között pedig megbízott intézményvezető volt. 1997-től Sopronban a Soproni Egyetemen az Építész Szak kidolgozója, az Alkalmazott Művészeti Intézetben a Belsőépítész Tanszék vezetője volt. 
Borz Kováts Sándor, Csíkszentmihályi Péter, Reimholz Péter, Csomay Zsófia, Jahoda Maja, Ferencz István, Mátrai Péter egymásra ható építészek, akik együtt tanultak nagy mesterektől.

## Kiállítások
- A Központi Bányászati Múzeum templomában Csíkszentmihályi Péter rendezett kiállítást.

## Díjai, elismerései
- Római Magyar Akadémia Ösztöndíja (1991)
- Magyar Felsőoktatásért Emlékplakett (2001)
- a Magyar Iparművészeti Egyetem tiszteletbeli mester címe (DLA h.c., 2003)